# Offene G-Stimmung
Die offene G-Stimmung ist eine Skordatur der Gitarre. Die Saiten sind dabei so gestimmt, dass beim Anschlagen der leeren Saiten ein G-Dur Akkord erklingt.
Ausgehend von der Standardstimmung (E – A – d – g – h – e1) erhält man die offene G-Stimmung (D – G – d – g – h – d1) wie folgt:
- Die sechste Saite (Bass-Saite) wird einen Ganzton tiefer gestimmt. Sie muss dann eine Oktave tiefer klingen als die leere vierte Saite. Die sechste Saite im siebten Bund und die leere fünfte Saite sollten also gleich klingen.
- Die fünfte Saite wird einen Ganzton tiefer gestimmt und klingt dann eine Oktave tiefer als die leere dritte Saite.
- Die erste Saite wird ebenfalls einen Ton tiefer gestimmt und klingt dann eine Oktave höher als die leere vierte Saite oder wie die zweite Saite im dritten Bund.

## Grifftabelle (Beispiele)
Die Ziffern nennen den Bund, auf dem die jeweilige Saite zu greifen ist; links die Bass-Saite. Mit x bezeichnete Saiten werden nicht angeschlagen. Ziffern in Klammern sind optionale Saiten.
| C  | 555555   |
| C  | x02012   |
| Cm | x01011   |
| D  | 777777   |
| D  | (0)x0234 |
| Dm | (0)x0233 |
| E  | xx2102   |
| Em | 202002   |
| F  | xx3213   |
| G  | 000000   |
| G7 | 000003   |
| A  | 222222   |